# ブルネイ関係記事の一覧
ブルネイ関係記事の一覧（ブルネイかんけいきじのいちらん）は、ブルネイに関係する記事を50音順に並べたもの。地名とその他の記事とを分けて記載する。
- ブルネイ出身の人物についてはブルネイ出身者の一覧を参照。

## 英数字・記号
- b・mobile
- U-23サッカーブルネイ代表
- 1999年東南アジア競技大会
- .bn

## あ行
- アダット
- アルムタデー・ビラ
- アンドゥキ飛行場
- アンブヤット
- イスタナ・ヌルル・イマン
- 伊藤壇
- 呉尊
- 大河内博
- オリンピックのブルネイ選手団

## か行
- カンポン・アイール

## さ行
- サウスウェスト・アンパ・ガス田
- サッカーブルネイ代表
- サラワク王国
- ジェームズ・ブルック
- ジュルドンパーク
- スールー王国
- スルターン・オマール・アリ・サイフディーン・モスク

## た行
- 大スンダ列島
- チャールズ・ブルック
- デワン・バハサ・ダン・プスタカ図書館

## な行
- 日本とブルネイの関係

## は行
- ハサナル・ボルキア
- ハサナル・ボルキア国立競技場
- パゴン山
- パンダルアン川
- バンダルスリブガワン
- バンダルスリブガワン中心業務地区
- ブライト人
- ブルネイDPMM FC
- ブルネイ王国軍
- ブルネイオリンピック評議会
- ブルネイ海軍艦艇一覧
- ブルネイ川
- ブルネイ憲法
- ブルネイ工科大学
- ブルネイ国際空港
- ブルネイ財務省ビル
- ブルネイ・ダルサラームサッカー協会
- ブルネイ・ダルサラーム大学
- ブルネイ通貨金融庁
- ブルネイ・ドル
- ブルネイにおけるLGBTの権利
- ブルネイのイスラム教
- ブルネイの行政区画
- ブルネイの銀行の一覧
- ブルネイの空港の一覧
- ブルネイの郡
- ブルネイの交通
- ブルネイの国王
- ブルネイの国際関係
- ブルネイの国章
- ブルネイの国歌
- ブルネイの国旗
- ブルネイの政党
- ブルネイの地理
- ブルネイの都市圏
- ブルネイの都市の一覧
- ブルネイの歴史
- ブルネイ博物館
- ブルネイ博物館ジャーナル
- ブルネイ・プレミアリーグ
- ブルネイ・プレミアリーグ 2009-2010
- ブルネイ郵政局
- ブルネイ料理
- ボルネオ島

## ま行
- マレー技術博物館
- マレー人
- ムルタバ

## ら行
- ラパウ
- 立法評議会 (ブルネイ)
- ロイヤルブルネイ航空
- ロンドンオリンピック (2012年) ブルネイ選手団

## 地名

### ブライト地区
- ブライト地区
  - 行政庁所在地：クアラブライト
  - 主要な町：スンガイトゥジョー　スンガイ・マウ　セリア (ブルネイ)
  - 郡：クアラ・バライ郡　クアラ・ブライト郡　スカン郡　セリア郡　ブキト・サワト郡　メリラス郡　ラビ郡　リアン郡

### ブルネイ・ムアラ地区
- ブルネイ・ムアラ地区
  - 行政庁所在地：バンダルスリブガワン
  - 主要な町：ガドン (ブルネイ)　ジュルドン　ブラカス　ムアラ
  - 郡：ガドンA郡　ガドンB郡　キアンゲ郡　キラナス郡　コタ・バトゥ郡　サバ郡　スンガイ・ケダヤン郡　スンガイ・ケブン郡　セラサ郡　センクロン郡　タモイ郡　パンカラン・バトゥ郡　ブロン・ピンガイ・アイール郡　ベラカスA郡　ベラカスB郡　ペラム郡　メンティリ郡　ルマパス郡

### テンブロン地区
- テンブロン地区
  - 行政庁所在地：バンガル
  - 郡：アモ郡　バトゥ・アポイ郡　バンガル郡　ボコク郡　ラブ郡

### ツトン地区
- ツトン地区
  - 行政庁所在地：プカン・ツトン
  - 郡：ウコン郡　キウダン郡　ケリアム郡　タンジョン・マヤ郡　テリサイ郡　プカン・ツトン郡　ラムニン郡　ランバイ郡